# Dinamo Erevan
Maillots
Le Football Club Dinamo Erevan (en arménien : Ֆուտբոլային Ակումբ Դինամո Երևան), plus couramment abrégé en Dinamo Erevan, est un ancien club arménien de football fondé en 1936 et disparu en 2008 et basé à Erevan, la capitale du pays.

## Histoire
Le club évolue une seule saison en première division arménienne, lors de l'année 2000. À cette occasion, le club obtient une seule victoire, 4 matchs nuls et 23 défaites, soit un total de 7 points, et une place de 8e en championnat.

## Palmarès
| Compétitions nationales |
| --- |
| - Championnat d'Arménie (6) : - Champion : 1936, 1937, 1945, 1946, 1947, 1948 et 1949. - Coupe d'Arménie (3) : - Vainqueur : 1940, 1945 et 1946. |

## Entraîneurs du club
- Sevada Arzumanian